# Karongi (distrito)
Karongi é um distrito (akarere) na Província do Oeste de Ruanda. Sua capital é Rubengera, mas o distrito também contém Kibuye a capital da província e um importante resort lacustre ruandês.

## Geografia
O distrito fica às margens do Lago Kivu, na metade para baixo do lago entre Gisenyi e Cyangugu.

## Setores
O distrito de Karongi é dividido em 14 setores (imirenge): Bwishyura, Gishyita, Gishari, Gisovu, Gitesi, Kareba, Mubuga, Murambi, Mutuntu, Rubengera, Rugabano, Ruganda, Rwankuba e Twumba.